# Two Days a Week
Two Days a Week war ein Rockmusik-Festival in Österreich, das jährlich von 1999 bis 2016 veranstaltet wurde und eines der am längsten existierenden Rock-Festivals in Österreich war. Bis 2015 – mit einer einjährigen Pause im Jahr 2014 – fand das Festival in Wiesen, Burgenland statt. 2016 wurde das Festival als Two Days a Week Special in der Marx-Halle in Wien durchgeführt.

## Line-Ups (Auswahl)

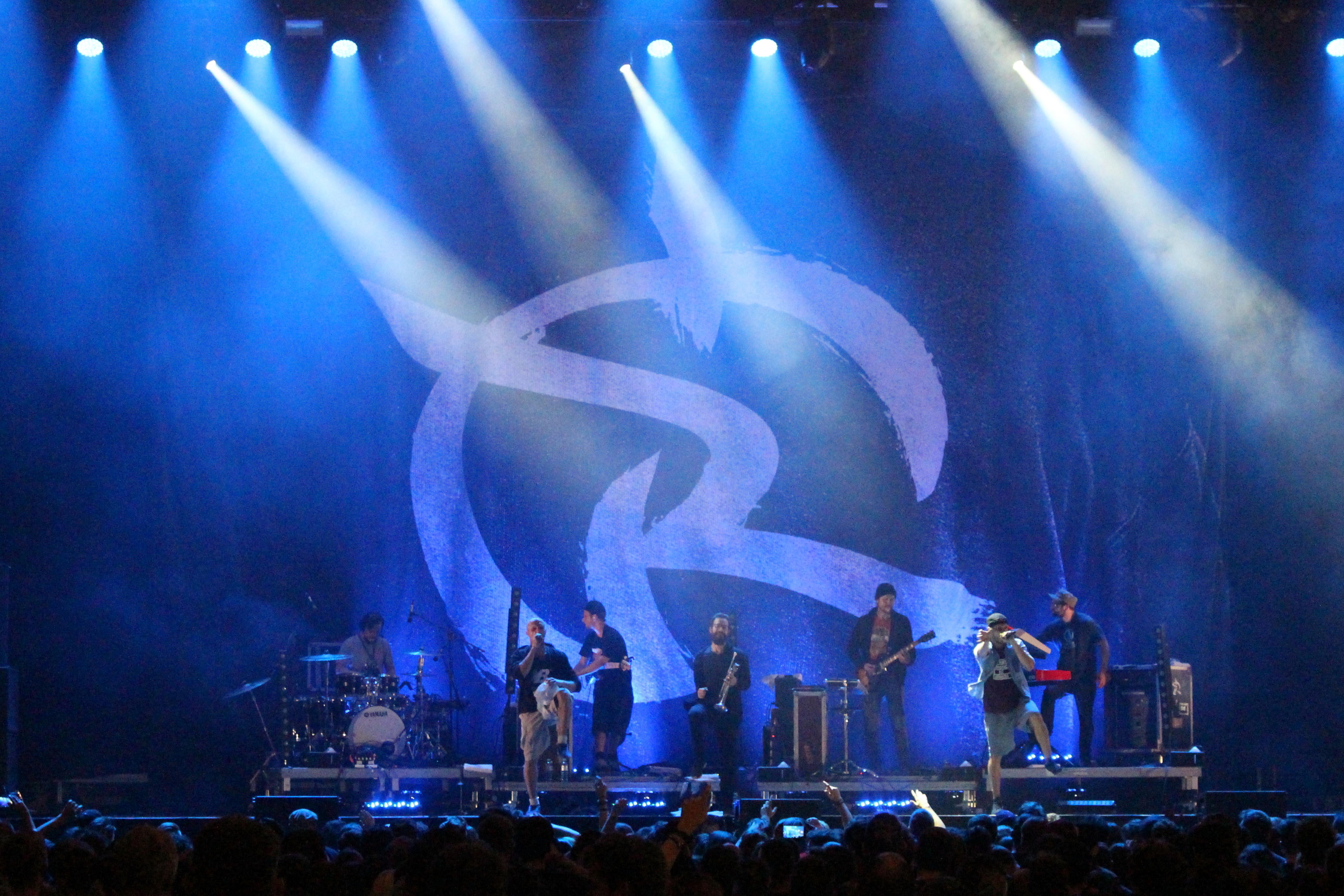
Irie Révoltés, 2016

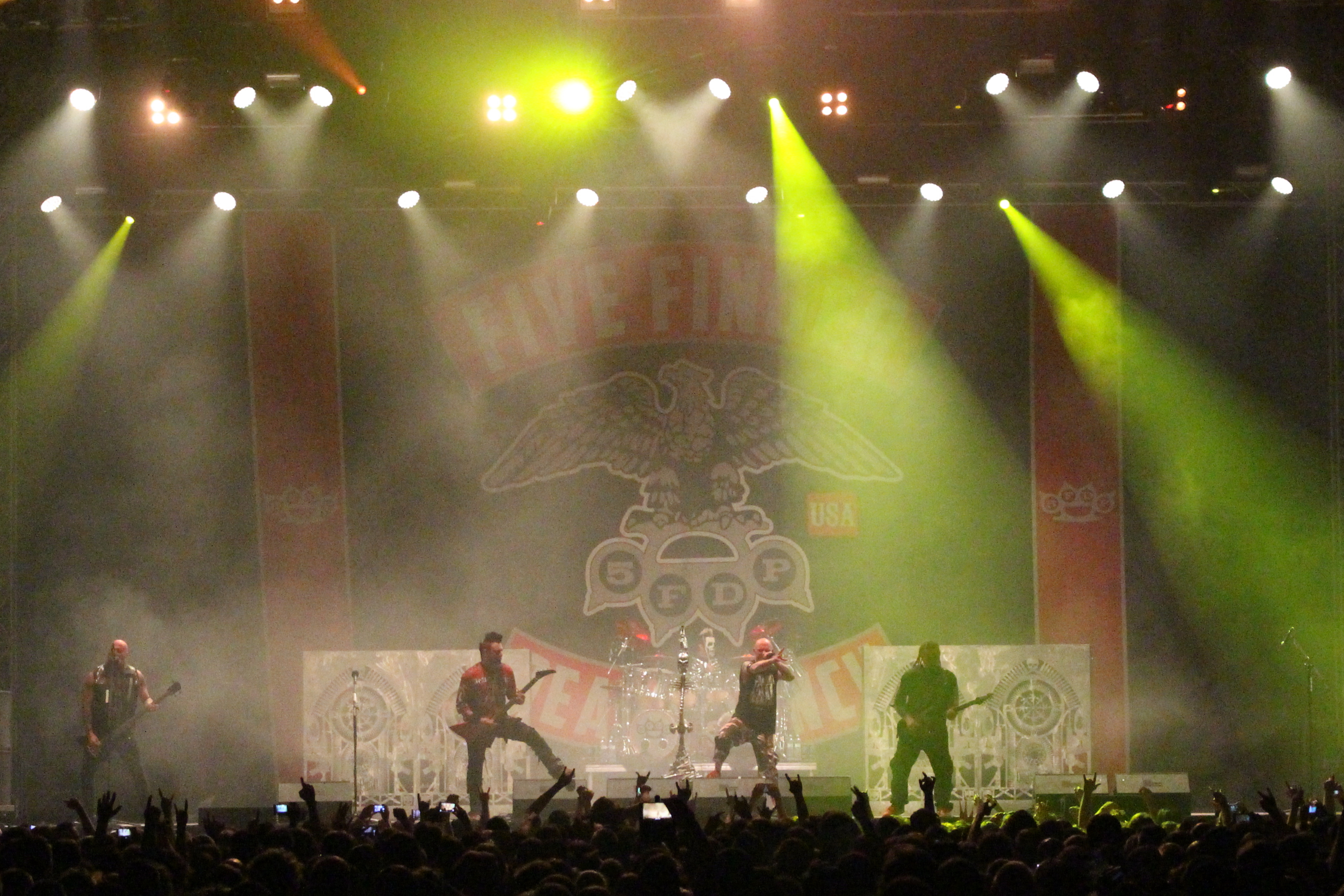
Five Finger Death Punch, 2016

- 1999: Red Hot Chili Peppers, The Offspring, Joe Strummer, Supergrass, Tocotronic, Lit
- 2000: Limp Bizkit, blink-182, Deftones, Muse, Chumbawamba, K’s Choice, Ween
- 2001: Marilyn Manson, Papa Roach, Fear Factory, Die Ärzte, Donots, Run-D.M.C., Blumfeld, Backyard Babies
- 2002: Nickelback, Slipknot, Korn, Clawfinger, NOFX, Disturbed, In Extremo, The (International) Noise Conspiracy
- 2003: Placebo, Sum 41, Lagwagon, Pennywise, Less Than Jake, Monster Magnet, K’s Choice, Eels, Grandaddy
- 2004: Kings of Leon, The Offspring, Franz Ferdinand, Bloodhound Gang, Muse, Everlast, Velvet Revolver, Dropkick Murphys
- 2005: Nick Cave and the Bad Seeds, Korn, Clawfinger, Queens of the Stone Age, Bad Religion, NOFX, Me First and the Gimme Gimmes, My Chemical Romance
- 2006: Pennywise, Boysetsfire, The Bouncing Souls, Mad Sin, The Creetins, Days in Grief, Red Lights Flash, Jimmy Eat World, Rise Against, Backyard Babies, The Bones, Guadalajara, A Wilhelm Scream, The Aggrolites, Fire in the Attic
- 2007: Turbonegro, Dinosaur Jr., The (International) Noise Conspiracy, Sick of It All, The Incredible Staggers, The Specials, Ignite, Leftöver Crack, Evil Trashcan Twins
- 2008: Apocalyptica, Serj Tankian, Live, The Locos, Pennywise, Soulfly, Gogol Bordello, Backyard Babies, Less Than Jake, Dredg, 3 Feet Smaller, Julia, Disco Ensemble, Animal Alpha, Blind, Black Tide, Dedicated To
- 2009: The Offspring, Die Toten Hosen, Millencolin, Cavalera Conspiracy, DragonForce, Gun, The Bouncing Souls, The Sorrow, Itchy Poopzkid, Donots, Panteon Roccoco, Russkaja, One Fine Day, Fake Problems
- 2010: Placebo, Murderdolls, blink-182, Limp Bizkit, Simple Plan, Jennifer Rostock, The BossHoss, All Time Low, Broilers, 3 Feet Smaller, Mother Tongue, Expatriate, Low Chi, Thirteen Days, Eisbrecher
- 2011: Beatsteaks, The Offspring, The Baseballs, Opeth, Madsen, Paradise Lost, The Wombats, Alkbottle, Yellowcard, No Use for a Name, The Locos, FM Belfast, We Butter the Bread with Butter, Mad Sin, And So I Watch You from Afar, From Dawn to Fall, Haudegen
- 2012: Seeds of Blood, Hawk Eyes, Donots, H-Blockx, Broilers, Me First and the Gimme Gimmes, Angels & Airwaves, Social Distortion, Flogging Molly, New Ivory, Thirteen Days, Turisas, Knorkator, Jennifer Rostock, All Time Low, Heaven Shall Burn, Enter Shikari, In Flames
- 2013: Die Ärzte, NOFX, Ska-P, Deftones, The Darkness, Heaven Shall Burn, Filter, New Found Glory, Triggerfinger, Irie Révoltés, Marky Ramone, Itchy Poopzkid, The Living End, Jaya the Cat, We Are the Ocean, Palm Reader, Rakede, The Smoking Hearts
- 2014: Das Festival wurde wegen mangelnder Bandzusagen abgesagt[1]
- 2015: Hatebreed, Russkaja, Skindred, Kontrust, A Caustic Fate, Flogging Molly, Anti-Flag, Katzenjammer, Sepultura, Less Than Jake, We Butter the Bread with Butter, Itchy Poopzkid, John Coffey, The Overalls, Iggy Pop, The Baseballs, Arch Enemy, Therapy?, Molotov, The Locos, Kvelertak, Cannonball Ride
- 2016: Five Finger Death Punch, Flogging Molly, Silverstein, Irie Révoltés, Gogol Bordello, Feine Sahne Fischfilet